# Menorah en flammes (Thessalonique)

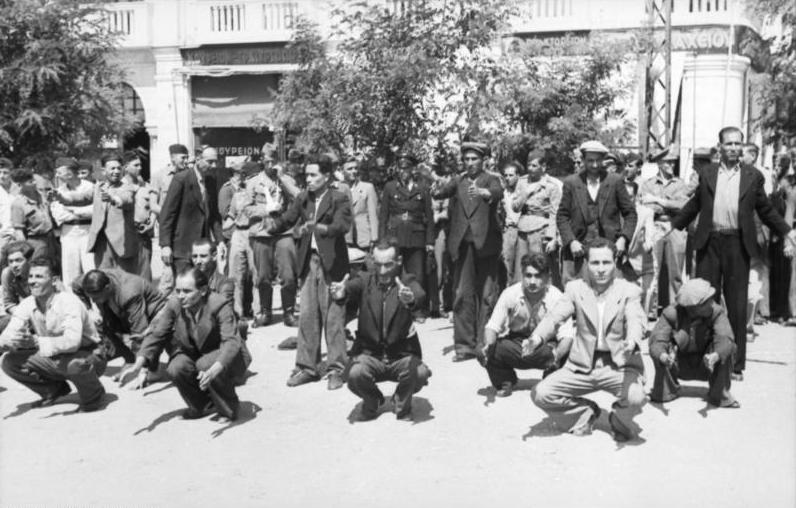
Rafle de la place Eleftherías en 1942. 9000 hommes juifs sont contraints de pratiquer des exercices physiques humiliants.

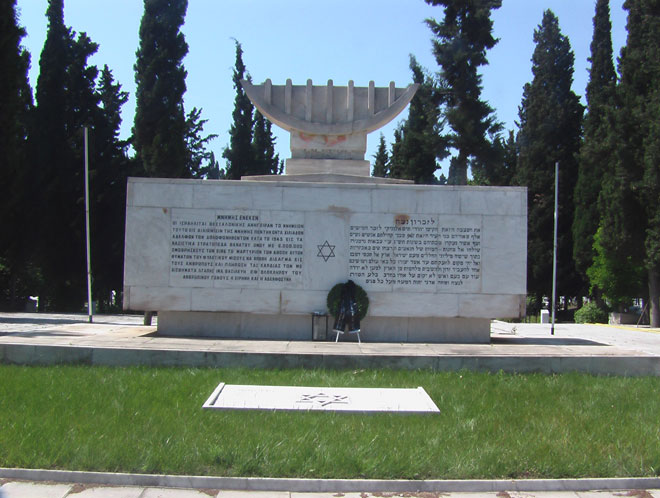
Mémorial édifié dans le nouveau cimetière juif de Salonique en 1962.

Menorah en flammes est une sculpture créée en 1997 par le sculpteur Nandor Glid (en) pour commémorer la Shoah à Thessalonique, ville grecque où la communauté juive, la plus importante des Balkans, a été presque totalement exterminée.
La sculpture, initialement installée en périphérie, est implantée depuis 2006 sur la place Eleftherías où a eu lieu en 1942 une rafle de 9 000 hommes juifs.
Il s'agit du premier mémorial de la Shoah situé dans l'espace public en Grèce et son installation marque un changement d'attitude des autorités grecques à ce sujet après un demi-siècle de silence. Le monument est régulièrement vandalisé.

## Description
Cette sculpture d'environ 2,5 m de hauteur, moulée en bronze, représente une menorah, chandelier qui est l'un des symboles du judaïsme. Vu de loin, le mémorial ressemble à un arbre mais lorsque l'on s'en approche, on peut distinguer le candélabre dont les sept branches symbolisent des corps se transformant en flammes.

## Histoire

### Projet
Dès les années 50, la communauté juive a demandé l'érection d'un monument commémorant la Shoah sur la place Eleftherías où s'est déroulée, samedi 11 juillet 1942, une rafle au cours de laquelle 9 000 hommes juifs ont été forcés d'accomplir des exercices physiques humiliants sous un soleil de plomb avant d'être, pour certains d'entre-eux, envoyés aux travaux forcés.
En 1954, la communauté juive effectue une première demande auprès de la municipalité, elle est rejetée. Chaque nouveau conseil élu de la communauté juive réitère la demande au fil des décennies.
Un premier monument commémorant la Shoah à Salonique est érigé en avril 1962, dans le nouveau cimetière juif, aux frais de la communauté. Il est excentré et très peu connu en dehors de la communauté juive.
Les responsables communautaires entreprennent en 1996 un nouvel effort  afin de faire construire un mémorial dans l'espace public. Andreas Sefihas, porte-parole de la communauté, voyage aux États-Unis pour y rencontrer des représentants de la diaspora juive grecque et des diplomates. En effet plusieurs journaux américains ont publié des articles sur l'absence de monuments commémorant la Shoah en Grèce,. Le contexte politique en Grèce aide à la réalisation du projet. Le premier-ministre Andréas Papandréou, jusqu'alors très proche de l'OLP, souhaite se rapprocher d'Israël et des États-Unis afin d'obtenir gain de cause dans un conflit territorial opposant Grèce et Turquie à Imia, un îlot du Dodécanèse. Par ailleurs, Thessalonique a été désignée capitale européenne de la culture pour l'année 1997, ce qui incite le gouvernement grec à mettre en valeur son patrimoine.
Le ministre de la culture Evángelos Venizélos annonce en 1996 l'ouverture d'un concours pour le design du mémorial. Aucune des candidatures n'est acceptée et la communauté juive se tourne alors vers Nandor Glid (en), artiste serbe, survivant de la Shoah, ayant perdu une grande partie de sa famille à Auschwitz. Il a déjà créé des mémoriaux à Dachau, à Belgrade, en Bosnie-Herzégovine et au Yad Vashem. Nandor Glid décède en mars 1997 et c'est son fils, Daniel Glid (sr), qui achève l'œuvre.
Le mémorial est entièrement financé par l'État grec. Il s'agit alors du premier monument commémorant la Shoah dans l'espace public grec,.

### Inauguration
La communauté souhaite que la statue soit installée sur la place Eleftherías, importante dans la mémoire juive locale. Cependant la proposition est rejetée par la municipalité qui décide d'installer la Menorah en flammes à l'angle de la rue Papanastasiou et de la voie rapide Egnatia (40,61328447, 22,96360335). Cette zone correspond à un ancien quartier juif d'avant la Guerre mais est de nos jours une banlieue excentrée.
La cérémonie d'inauguration est organisée sur deux jours les 23 et 24 novembre 1997, en présence du premier ministre Konstantínos Simítis, ministre de la culture et de personnalités venues des États-Unis, d'Israël et d'Europe. Elle prend des accents nationalistes de célébration de la culture grecque, il y est peu fait mention de la Shoah en Grèce et du passé juif de Salonique.

### Déplacement place Eleftherías

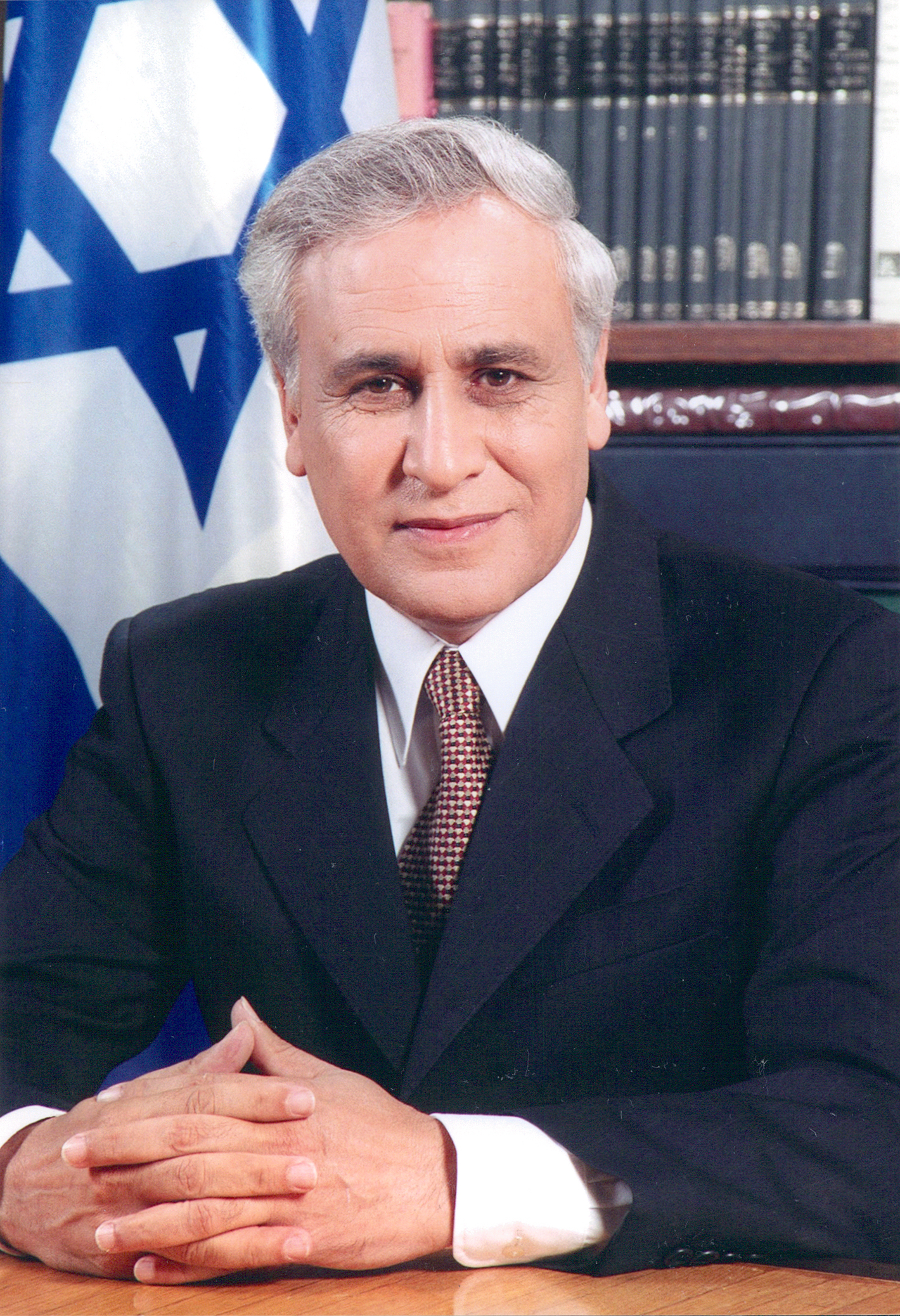
Au milieu des années 2000, les relations entre la Grèce et Israël se resserrent, ce qui se traduit par une première visite d'un chef d'État israélien en Grèce, Moshe Katsav, qui se recueille devant la Menorah en flammes nouvellement installée place Eleftherías.

En 2006, un parking souterrain est construit sur le site où est installée la menorah, ce qui nécessite un déplacement temporaire de l'œuvre. Les représentants de la communauté juive réitèrent alors leur demande de la relocaliser place Eleftherías. À leur surprise, le maire Vasílios Papayeorgópoulos accepte. Cette décision est à replacer dans le contexte des relations internationales entre la Grèce et Israël qui connaissent à cette époque une embellie liée entre autres à la découverte de gaz à la limite des frontières maritimes de la Grèce, de Chypre et d'Israël. Lors de sa visite officielle en Grèce en février 2006, la première d'un président israélien dans ce pays, Moshe Katsav visite le mémorial nouvellement installé sur la place,. Une plaque rappelant cette visite est visible sur le socle de la sculpture.
En 2013, le maire Yiánnis Boutáris annonce vouloir mettre en valeur la menorah en la recentrant sur la place. En effet elle a été placée depuis 2006 à une extrémité, environnée d'espaces de stationnement et de rues bruyantes. Son opposition au conseil municipal s'oppose cependant au changement, arguant que le déplacement entrainerait une perte de places de stationnement. Des discussions ultérieures font émerger un consensus pour la rénovation de la place mais le conseil continue à s'opposer à la demande de Boutáris de mettre en avant l'histoire juive, soulignant que la place doit représenter tous les aspects de l'histoire municipale, dont le passé byzantin. Le projet de rénovation de la place finalement choisi ne prévoit pas de modifier l'emplacement du mémorial ni de le mettre en valeur.

## Vandalismes

Drapeau des militants d'Aube dorée, mouvement néo-nazi qui a fait son entrée au parlement grec en 2012, ont vandalisé le mémorial.

La Menorah en flammes a été vandalisée à plusieurs reprises, par des mouvements d'extrême-gauche et d'extrême-droite.
Juste après l'inauguration, en 1997, des militants d'extrême droite, dont des membres de l'organisation néo-nazie Aube dorée, taguent la menorah, ils écrivent « les Soviétiques juifs ont tué 50 000 000 de chrétiens en Russie ». En juillet 2000 et avril 2003, des néo-nazis vandalisent encore la sculpture, y taguant des symboles nazis,. Cette attaque incite la communauté juive et les autorités grecques à mettre en place une « journée nationale de la mémoire des héros juifs grecs et des martyrs de la Shoah » qui a lieu tous les ans depuis 2004.
Le 1er août 2006, une importante manifestation anti-impérialiste est organisée par plusieurs organisations proches ou affiliées au parti communiste de Grèce pour dénoncer les actions d'Israël dans la guerre du Liban. La fédération syndicale PAME y tient une place prédominante. Afin de « protester contre le génocide des peuples de Palestine et du Liban » ainsi que le formule le journal communiste Rizospastis, des militants rompent le cordon policier et déposent aux pieds du monuments des photos d'enfants palestiniens et libanais morts,.
En 2018 la menorah est recouverte par quatre fois de graffitis antisémite.